# Жолобок (Сіверськодонецький район)
Жолобо́к — село в Україні, у Гірській міській громаді Сіверськодонецького району Луганської області. Населення становить 153 особи.

## Географія
Географічні координати: 48°42' пн. ш. 38°41' сх. д. Часовий пояс — UTC+2. Загальна площа села — 0,15 км².
Село розташоване за 32 км від Слов'яносербська та за 3 км від смт Сентянівка. Поблизу Жолобка проходить автодорога Р66, за 8,5 км на північний схід від міста Голубівка. Сусідні населені пункти: село Березівське (Алчевський район), селище Донецький (Алчевський район), Голубівське (Алчевський район) й місто Голубівка (Алчевський район) на південному заході, села Дачне (Алчевський район) і Весняне (Алчевський район) на півдні, селище Сентянівка (Алчевський район) на південному-сході.

## Історія
Поселення засноване 1867 року як хутір Жолобок, а 1957 року отримало статус села.
Назва села походить від найменування балки, яка знаходиться поруч і має форму «жолобка».

### Війна на сході України
Під час війни на сході України в ході боїв за Бахмутку 20 січня 2015 року село було захоплено збройними формуваннями терористичної організації ЛНР. 28 січня сімом із п'ятнадцяти захоплених жителів Жолобка дозволили залишити населений пункт на двох легкових автомобілях до українського блокпоста № 29. Перед самим блокпостом один з автомобілів вибухнув, чоловік та жінка зазнали серйозних травм, ще один чоловік легко поранений. «Ополченці» у розбитих обстрілами будинках займаються мародерством. Підходи до села заміновані, влаштовують опорні пункти
11 лютого 2015 року село передане зі Слов'яносербського району до Попаснянського, було підпорядковане Нижненській селищній раді. 6 травня 2019 року підпорядковане Новотошківській селищній раді.

## Населення
Згідно з переписом УРСР 1989 року чисельність наявного населення села становила 128 осіб, з яких 56 чоловіків та 72 жінки.
За переписом населення України 2001 року в селі мешкали 153 особи.

### Мова
Розподіл населення за рідною мовою за даними перепису 2001 року:
| Мова       | Відсоток |
| ---------- | -------- |
| українська | 89,54 %  |
| російська  | 9,80 %   |
| угорська   | 0,65 %   |